# Волчок (Черниговская область)
Во́лчок (укр. Вовчок) — село в Козелецком районе Черниговской области Украины. Население 906 человек. Занимает площадь 3,739 км². В селе расположена церковь Рождества Богородицы — православный храм и памятник архитектуры местного значения.
Код КОАТУУ: 7422082101. Почтовый индекс: 17032. Телефонный код: +380 4646.

## Власть
Орган местного самоуправления — Волчковский сельский совет. Почтовый адрес: 17032, Черниговская обл., Козелецкий р-н, с. Волчок, ул. Независимости, 53.

## История
В XIX веке село Волчок было волостным центром Волчковской волости Остерского уезда Черниговской губернии.